# Zásada tří jednot
Zásada tří jednot, nebo také pravidlo tří jednot definuje tři základní požadavky na stavbu klasického dramatu, tj. jednotu děje, místa a času.
Jednota děje znamená, že se má umělecké dílo zaměřit pouze na ústřední dějovou linii, a neobsahovat žádné vedlejší motivy a odbočky, aby byla podpořena vnitřní celistvost tohoto díla. Jednotou místa se rozumí to, že se má dílo odehrávat na jednom místě, nejlépe v nějakém paláci, jednota času pak omezuje trvání děje na dvacet čtyři, výjimečně na třicet hodin.
Jako první definoval zásady dramatických jednot starověký řecký filozof Aristotelés ve svém díle Poetika (335 př. n. l.). Za závaznou však považoval pouze jednotu děje. Z autorů antických tragédií pak dodržoval dramatické jednoty především Sofoklés (například v tragédii Král Oidipus nebo Antigona).
K požadavkům dramatických jednot se vrátila renesanční poetika, když roku 1570 vydal italský literát Lodovico Castelvetro svůj Překlad a výklad Aristotelovy Poetiky (Poetica d'Aristotele vulgarizzata e sposta), ale například William Shakespeare nakládal s jednotou děje, místa a času velice volně.
Na nekompromisním dodržování zásady tří jednot pak trval francouzský klasicismus, protože odpovídaly jeho racionalistickým základům a přispěly tak k přísné stavební sevřenosti francouzských klasicistních dramat (Corneille, Racine). Samotný Corneille se tímto problémem zabýval ve své teoretické práci Třetí rozprava o třech jednotách děje, času, místa (1660, Dicours des trois unités d'action de jour, et de lieu) a Nicolas Boileau, považovaný za zákonodárce literárního klasicismu, kodifikoval tuto zásadu ve své didaktické básni Umění básnické (1674, L'Art poétique).
Od konce 18. století probíhají spory o tom, zda je dodržování zásady tří jednot pro drama důležité. Například preromantičtí, především němečtí dramatici (Lessing, Goethe, Schiller) a následně představitelé romantismu (Hugo) nepovažovali dodržování dramatických jednot za závazné. V pozdější dramatické praxi lze najít jak tendence k dodržování dramatických jednot, tak i k rozvolňování dramatické stavby.